# Carex makinoensis
Carex makinoensis är en halvgräsart som beskrevs av Adrien René Franchet. Carex makinoensis ingår i släktet starrar, och familjen halvgräs. Inga underarter finns listade i Catalogue of Life.